# Paraglenea cinereonigra
Paraglenea cinereonigra är en skalbaggsart som beskrevs av Carlo Pesarini och Andrea Sabbadini 1997. Paraglenea cinereonigra ingår i släktet Paraglenea och familjen långhorningar. Inga underarter finns listade i Catalogue of Life.